# Staroaleiskoje
Staroaleiskoje (russisch Староале́йское) ist ein Dorf (selo) in der Region Altai (Russland) mit 4769 Einwohnern (Stand 14. Oktober 2010).

## Geographie
Der Ort liegt etwa 290 km Luftlinie südsüdwestlich des Regionsverwaltungszentrums Barnaul am Oberlauf des linken Ob-Nebenflusses Alei oberhalb des Giljowskoje-Stausees.
Staroaleiskoje ist Verwaltungssitz des Rajons Tretjakowski sowie Sitz der Landgemeinde Staroaleiski selsowet, zu der neben dem Dorf Staroaleiskoje noch die Siedlung Nowogalzowka gehört.

## Geschichte
Das Dorf wurde 1766 gegründet. Seit 1944 ist Staroaleiskoje Zentrum eines Rajons.

### Bevölkerungsentwicklung
| Jahr | Einwohner |
| ---- | --------- |
| 1959 | 2993      |
| 1970 | 2951      |
| 1979 | 3856      |
| 1989 | 4594      |
| 2002 | 5077      |
| 2010 | 4769      |

Anmerkung: Volkszählungsdaten

## Verkehr
Staroaleiskoje liegt an der Regionalstraße R370, die von Pospelicha an der Fernstraße A349 über Kurja und Smeinogorsk kommend weiter zur knapp 25 km südlich von Staroaleiskoje verlaufenden kasachischen Grenze führt. Gut 15 km südlich des Ortes liegt an der Straße die Siedlung Tretjakowo bei der gleichnamigen Bahnstation an der Strecke Lokot – Öskemen – Ridder/Syrjanowsk (Kasachstan). Nach Westen führt von Staroaleiskoje eine Straße in die knapp 40 km entfernt liegende Kleinstadt Gornjak, wo sich die Station Newerowskaja an der gleichen Bahnstrecke befindet.

## Söhne und Töchter des Ortes
- Sergei Tarassow (* 1965), Biathlet